# Jamay
Jamay est une ville et une municipalité de l'État de Jalisco au Mexique. Située au sud-est de Guadalajara, la ville se trouve sur la route d'Ocotlán à La Barca, à 385 km de Mexico et à 78 km de Guadalajara. Sa position sur la rive est du lac de Chapala, le plus grand du Mexique, en fait une destination touristique.

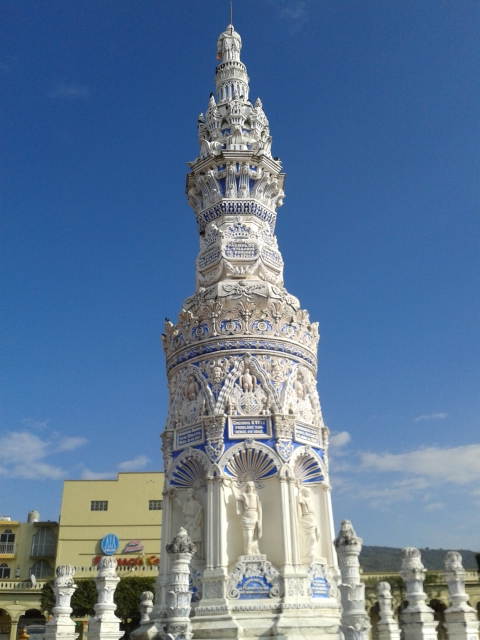
Monument de Pie IX

## Municipalité de Jamay
D'une surface de 174,49 km2, elle est limitrophe des municipalités d'Ocotlán et de La Barca et au bord du lac de Chapala ; au sud, elle est à la limite de l'État de Michoacán le long du río Lerma.
En 2010, la municipalité compte 22 888 habitants et comprend 14 localités habitées, villes ou villages, dont les plus importantes sont le chef-lieu Jamay (17 204 habitants), San Miguel de la Paz (2 754 habitants) et San Agustín (1 995 habitants). 87 % de la population est urbaine.
Au recensement de 2015, la population de la municipalité passe à 24 753 habitants.

## Lieux et monuments
- Monument dédié à Pie IX sur la place principale de la ville[3].